# Fisilni materijali
Fisilni materijali su oni materijali u kojim se sporim neutronima može izazvati nuklearna fisija, a za pokretanje nuklearne fisije dovoljna je samo energija vezanja apsorbiranog neutrona, bez dodavanja kinetičke energije neutrona. Jedini prirodni fisilni izotop je uranij-235, a najznačajniji veštački fisilni materijali su plutonijum-239 i uranijum-233. Svaka fisilna jezgra je ujedno i fisibilna, ali obratno ne vredi.
Fisibilni materijali su oni materijali kod kojih se može izazvati nuklearnu fisiju. Fisibilan materijal je na primer uranijum-238, izotop uranijuma kojeg ima najviše u prirodi. Bombardovanjem atomskog jezgra sporim neutronima iz uranijuma-238 nastaje plutonijum-239, koji je fisilan.

## Fisilni materijali kao nuklearno gorivo
Fisilni materijali kao nuklearno gorivo su:
- uranijum-235 kojeg u mineralnim sirovinama ima u tragovima ili se veštački dodaje obogaćenom uranijumu (2% do 5%)
- plutonijum-239 koji nastaje oplođivanjem uranijuma-238 nakon uhvata neutrona
- plutonijum-241 koji nastaje iz plutonijuma-240 nakon uhvata neutrona, a plutonijuma-240 nastaje iz plutonija-239 istim postupkom
- uranijum-233 koji nastaje iz torijuma-232 nakon uhvata neutrona

### Nuklearno gorivo
Pod rezervama fisilnih nuklearnih goriva podrazumevamo rezerve uranijuma i torijuma u Zemljinoj kori do granice njihova ekonomski prihvatljivog korištenja. Treba uzeti u obzir da je energetski potencijal nuklearnog goriva najvećim delom namenjen za proizvodnju toplotne, odnosno električne energije. Energetski potencijal fosilnih goriva ima mnogo širu namenu, jer se osim u energetici troši u industriji, transportu i širokoj potrošnji. Nadalje, ta goriva služe i kao vredna sirovina u hemijskoj industriji.
Današnji termalni reaktori (takve nuklearne reaktore imaju gotovo sve današnje nuklearne elektrane) iskorišćuju energetski potencijal uranijuma sa tek oko 1%. Iako je udeo cene nuklearnog goriva u ceni električne energije kod nuklearnih elektrana s tim tipovima reaktora mnogo manji nego kod fosilnih goriva (cena koncentrata uranijuma učestvuje u ceni električne energije s oko 5%) količine raspoloživog nuklearnog goriva za termalne reaktore su ipak ograničene ekonomskim razlozima. Nuklearni reaktori koji neusporedivo delotvornije iskorišćuju fisijski materijal brzi su brzi oplodni reaktori. Ti su reaktori danas potpuno tehnički razvijeni i nalaze se u pogonu u nekoliko zemalja sveta (Francuska, Velika Britanija, Rusija, Japan, Nemačka). Brzi oplodni reaktori u kombinaciji s termalnim reaktorima mogu izvanredno povećati energetski potencijal fisibilnog materijala, ne samo zbog mnogo delotvornijeg iskorištenja energetskog potencijala uranija i torijuma u brzim reaktorima (energetski potencijal nuklearnog goriva u brzim se reaktorima može iskoristili oko 70 pula više nego u termalnim reaktorima) nego i zbog veoma malog učešća cene uranijuma u proizvedenoj ceni energije u nuklearnim elektranama s takvim reaktorima. 
Bitno je navesti i činjenicu da su za nuklearnu energetiku budućnosti povrh zaliha uranijuma važne i zalihe torijuma. Zalihe torijuma se procenjuju tri puta većim od zaliha uranijuma. Torijum se danas malo koristi u nuklearnoj energetici. Perspektivno je korištenje torijuma kao oplodnog materijala u nuklearnim reaktorima. Danas se za to smatraju posebno prikladni visoko temperaturni reaktori namenjeni za proizvodnju električne energije i vodonika. Oplodnjom se izotop torijuma-232 pretvara u fisilni izotop uranijuma-233.